# Onchan
Onchan (in mannese Kione Droghad) è una parrocchia dell'Isola di Man situata nello Sheading di Garff con 9.273 abitanti (censimento 2011).